# Château de Raincheval
Le château de Raincheval est situé sur le territoire de la commune de Raincheval, dans le nord du département de la Somme.

## Historique
Le château de Raincheval fut construit en 1719 par Jacques-Philippe de La Folie de Vornes. Il fut acheté en 1811 par Jean-Baptiste Herbet, négociant à Lisbonne et originaire de Contay (80). Il appartient aujourd'hui à la famille de Thieulloy descendante des Herbet. L'édifice est inscrit partiellement au titre des monuments historiques par arrêté du 5 décembre 1975.

## Description
Le château est construit sur le flanc d'un plateau. Une grille monumentale en hémicycle avec le portail encadré par deux piliers en marque l'entrée. La cour d'honneur est agrémentée d'une pelouse à la française.
Le bâtiment principal en pierre calcaire s'élève sur deux niveaux surmontés d'une toiture mansardée. La façade sobre est rythmée par une série de pilastres. Au centre, la porte d'entrée se trouve sous une fenêtre à balcon, elle-même surmontée d'un fronton triangulaire. 
En retour d'équerre, un bâtiment mansardé prolonge le bâtiment principal. 
L'orangerie à arcade complète cette aile gauche. À droite, un mur sépare le château de la ferme voisine datant elle aussi du XVIIIe siècle. 
Le colombier octogonal possède plus de 300 boulins[réf. souhaitée].